# Bulbophyllum humbertii
Bulbophyllum humbertii là một loài phong lan thuộc chi Bulbophyllum.